# The Best of David Bowie 1974/1979
The Best of David Bowie 1974/1979 — компиляция Дэвида Боуи, выпущенная EMI в 1998 году. В 2005 году альбом также был выпущен как второй диск компиляции The Platinum Collection.

## Об альбоме
Сборник лучших композиций 1974—1979 годов был выпущен в 1998 году вслед за аналогичной компиляцией, вышедшей годом ранее и содержащей песни Боуи 1969—1974 годов. Оба сборника вышли на лейбле EMI.

## Отзывы критиков
На сайте Pitchfork этот сборник с песнями 1970-х годов назвали более удачным, чем диск The Singles Collection, так как в нём не содержалось «сомнительных» композиций 1980-х, периода, во время которого Боуи неоднократно менял направление деятельности. Райан Шрайбер посчитал, что сборник содержит «14 блестящих песен того времени, две посредственных и две ужасно плохих», отнеся к последним сиквел к «Ziggy Stardust» «John, I’m Only Dancing (Again)» и концертную версию блюзовой композиции 1960-х «Knock on Wood». Тем не менее, Шрайбер отметил, что лишь у немногих артистов присутствуют сборники, в которых за пять лет карьеры было выпущено целых четырнадцать хитов.
Стивен Томас Эрлевайн, обозреватель сайта AllMusic, оценил альбом на четыре звезды из пяти. По его мнению, сборник содержал песни, возможно, наиболее плодотворного периода в карьере Боуи. Эрлевайн выделил такие песни, как «Sound Vision», «Golden Years», «Fame», «Young Americans», «TVC 15», «DJ», «Boys Keep Swinging» и «Heroes»), назвав их классическими синглами исполнителя. Обозреватель с сожалением отметил, что песни не выстроены в хронологическом порядке, иначе они бы впечатляли ещё больше. В то же время, сравнивая этот альбом с другими сборниками, Эрлевайн заключил, что The Singles Collection или Changesbowie давали более полное представление о карьере артиста.

## Список композиций
Все песни написаны Дэвидом Боуи, за исключением отмеченных.
1. «Sound and Vision» — 3:02
2. «Golden Years» (single edit) — 3:28
3. «Fame» (Дэвид Боуи, Джон Леннон, Карлос Аломар) — 4:13
4. «Young Americans» (single version) — 3:12
5. «John, I’m Only Dancing (Again)» — 6:59
6. «Can You Hear Me?» — 5:05
7. «Wild Is the Wind» (Дмитрий Тёмкин, Нед Вашингтон) — 5:59
8. «Knock on Wood» (Эдди Флойд, Стив Кроппер) (live) — 2:58
9. «TVC 15» (single version) — 3:52
10. «1984» — 3:25
11. «It’s Hard to Be a Saint in the City» (Брюс Спрингстин) — 3:46
12. «Look Back in Anger» (Дэвид Боуи, Брайан Ино) — 3:06
13. «The Secret Life of Arabia» (Дэвид Боуи, Брайан Ино, Карлос Аломар) — 3:45
14. «DJ» (Дэвид Боуи, Брайан Ино, Карлос Аломар) — 4:02
15. «Beauty and the Beast» — 3:34
16. «Breaking Glass» (Дэвид Боуи, Деннис Дэвис, Джордж Мюррей) — 1:51
17. «Boys Keep Swinging» (Дэвид Боуи, Брайан Ино) — 3:18
18. «„Heroes“» (Дэвид Боуи, Брайан Ино) (single version) — 3:33